# 山形県道42号酒田港線
山形県道42号酒田港線（やまがたけんどう42ごう さかたみなとせん）は、山形県酒田市を通る県道（主要地方道）である。

## 概要

### 路線データ
- 陸上距離：4.6km
- 起点：酒田市大浜一丁目（酒田港構内）
- 終点：酒田市下安町4番地20号先（国道7号・国道344号交点）

## 歴史
- 1993年（平成5年）5月11日 - 建設省から、県道酒田港線が酒田港線として主要地方道に指定される[1]。

## 路線状況

### 重複区間
- 山形県道40号酒田松山線（酒田市中町1丁目 - 酒田市一番町）
- 山形県道353号吹浦酒田線（酒田市本町3丁目 - 酒田市一番町）

### 橋梁
- 新幸福橋（酒田市、幸福川）
- 泉陸橋（酒田市、羽越本線）
- 大浜陸橋（酒田市、羽越本線貨物支線）

## 地理

### 通過する自治体
- 酒田市

### 交差する道路
- 山形県道353号吹浦酒田線（酒田市本町3丁目）
- 国道112号・山形県道40号酒田松山線（酒田市中町1丁目）
- 山形県道40号酒田松山線・山形県道353号吹浦酒田線（酒田市一番町）
- 山形県道41号酒田停車場線（酒田市御成町）
- 山形県道353号吹浦酒田線（酒田市泉町）
- 国道7号・国道344号（酒田市上安町）

## 沿線の施設など
- 庄交バスターミナル
- 本間美術館
- 本間家旧本邸
- 酒田市役所
- 日和山公園
- 酒田港駅
- 酒田港